# Conny Evensson
Conny Evensson, född 17 april 1945 i Torsby i Värmland, är en svensk tidigare ishockeyspelare och tränare. Han bor numera i Karlstad i Värmland.
Evensson måste anses vara en av Sveriges mest framgångsrika tränare inom ishockeysporten genom tiderna. Som förbundskapten för Tre Kronor, Sveriges ishockeylandslag, assisterades Evensson av Curt Lundmark; denna duo förde Tre Kronor till dubbla VM-guld 1991 och 1992. Som klubblagstränare har Evensson fört Färjestads BK, Kloten Flyers och Västra Frölunda HC till mästerskapstitlar.

## Klubbar
- Färjestads BK (1967-1968, 1970-1975)
- Malmö FF (1965-1966)
- IK Viking (1963-1965)

## Tränaruppdrag
- Kloten Flyers (1992-1994 och 1996-1998)
- Färjestads BK (1977-1981, 1983-1987 och 1994-1996)
- Sveriges juniorlandslag (1981-1983)
- Tre Kronor (1990-1992)
- Västra Frölunda HC (1987-1989 och 2001-2004)

## Meriter som tränare
- VM-guld med Tre Kronor 1991, 1992
- SM-guld med Färjestads BK 1981, 1986
- SM-guld med Västra Frölunda HC 2003
- Schweizisk mästare med EHC Kloten 1993, 1994
- Uppflyttning till Elitserien med Västra Frölunda HC 1989
- Årets Coach 2003
- Årets göteborgare 2003

### Fotnoter
1. ↑  Stellan Kvärre (12 september 2001). ”Inför elitseriepremiären: Två profiler med guld i siktet” (på svenska). Dagens nyheter. http://www.dn.se/arkiv/sport/infor-elitseriepremiaren-tva-profiler-med-guld-i-siktet/. Läst 30 september 2017.